# Paramount Network (Italia)
Paramount Network è stato un canale televisivo gratuito italiano edito da ViacomCBS Networks Italia.

## Storia
Il canale ha avviato le trasmissioni come Paramount Channel all'1:00 del 23 febbraio 2016 con i promo di presentazione e, nella stessa data, è stato presentato e reso noto il palinsesto alla stampa. La programmazione regolare di Paramount Channel è partita alle 15:30 del 27 febbraio 2016 sul canale 27 del digitale terrestre, in sostituzione di Sky TG24 trasferitosi al canale 50, con uno speciale sugli Oscar 2016, seguito dal film Paura d'amare.
Al debutto, avvenuto in coincidenza con la notte degli Oscar, è stata trasmessa la rassegna Weekend da Oscar comprendente sette film che hanno vinto l'Oscar o ricevuto la nomination: A Beautiful Mind, La conversazione, Robin Hood - Principe dei ladri, Emma, L'ultimo dei Mohicani, American Beauty e Will Hunting - Genio ribelle.
Dal 7 marzo, Paramount Channel è visibile anche su Tivùsat al canale 27 e, in alta definizione, al canale 127.. Il 19 aprile il canale trasmette la sua prima produzione originale, la sitcom Lost in Paramount, con Francesco Mandelli e Carolina Crescentini. Nel mese di maggio del 2016 vengono pubblicati online tutti gli episodi in HD e italiano della webserie Fear The Walking Dead: Flight 462
Il 28 aprile 2017 la versione HD viene spenta.
Alle 5:00 del 16 marzo 2019 il canale ha cambiato nome in Paramount Network, nome già adottato dalle altre versioni del canale nel resto nel mondo.
Dal 1º agosto offre anche un network online con gli anime licenziati da Yamato Video: Magic Kaito 1412 (fino al 3 ottobre), Cinderella Boy (fino al 10 ottobre), Ultimate Otaku Teacher, Burn-up Excess (fino al 30 aprile 2020), Cutie Honey Universe e Il Conte di Montecristo.
Dal 2 febbraio 2020 il canale diventa visibile anche su Sky Italia in modalità FTV alla posizione numero 158.
Dal 29 luglio Paramount Network torna a trasmettere in HD ai canali 27 di Tivùsat (con la versione SD al numero 127) e 158 di Sky Italia.
Il 1º luglio 2021 su Tivùsat la versione SD viene eliminata, rimanendo esclusivamente in HD sul satellite.
Il 22 novembre 2021 sul digitale terrestre, il canale è passato al formato MPEG-4 sul digitale terrestre nel mux TIMB 3, mentre nel mux Rete A 1 diventa provvisorio e senza LCN. Un mese dopo, il 22 dicembre seguente, ritorna a trasmettere in MPEG-2 nel mux Rete A 1 mentre la versione del mux TIMB 3 rimane senza LCN.
All'1:00 del 17 gennaio 2022 il canale ha cessato le trasmissioni insieme a Spike in vista del futuro lancio della piattaforma Paramount+; è stato sostituito da un nuovo canale di Mediaset, Twentyseven.
La raccolta pubblicitaria era affidata a Sky Media.
Gli speaker ufficiali del canale erano i doppiatori Omar Maestroni e Tania De Domenico.

## Palinsesto
La programmazione del canale era costituita principalmente dai film e dalle serie tv del catalogo Paramount Pictures (rappresentavano oltre il 50% della programmazione), ai quali si aggiungevano i magazine sul mondo del cinema e della tv trasmessi durante la notte e all'inizio della mattina.
La prima serata del canale era così organizzata:
- Lunedì: blockbuster
- Martedì: thriller
- Mercoledì: film romantici
- Giovedì: serie tv
- Venerdì: commedie
- Sabato: film d'azione
- Domenica: maratone

### Miniserie TV
- Bonnie & Clyde
- Saints & Strangers

### Serie TV
- Case e misteri
- Cassandre
- Fear the Walking Dead (solo episodio pilota)
- Garage Sale Mystery
- Gourmet Detective
- Hooten and the Lady - Cacciatori di Tesori
- I Jefferson (repliche restaurate)
- I Misteri di Aurora Teagarden
- Into the Badlands
- La casa nella prateria
- La Tata (repliche restaurate)
- Law & Order: Criminal Intent
- Lost in Paramount
- Maigret
- Merlin
- Padre Brown
- Quantico
- Quattro donne e un funerale (st. 8-9)
- Sherlock (ep. 3.4, st. 4)
- The Confession
- The Librarians
- The Player
- Timeless
- Vita da strega
- Giudice Amy
- Law & Order - Unità vittime speciali
- SpongeBob (precedentemente e poi su Super!)
- I pinguini di Madagascar (stagione 2)
- Mostri contro alieni

### Magazine
- Close Up[11]
- Speciale Oscar 2016

### Informazione
- Paramount Network News

## Ascolti

### Share 24h* di Paramount Network
* Giorno medio mensile su target individui 4+.
| Anno | Gen   | Feb    | Mar    | Apr    | Mag    | Giu    | Lug    | Ago    | Set    | Ott    | Nov    | Dic    | Media anno |
| ---- | ----- | ------ | ------ | ------ | ------ | ------ | ------ | ------ | ------ | ------ | ------ | ------ | ---------- |
| 2016 | -     | -      | -      | -      | -      | -      | 1,11%  | 0,84%  | 0,83%  | 0,77%  | 0,91%  | 1,09%  | 0,92%      |
| 2017 | 0,98% | 0,89%  | 0,87%  | 0,91%  | 0,97%  | 1,07%  | 1,05%  | 0,88%  | 0,89%  | 0,86%  | 0,90%  | 1,03%  | 0,94%      |
| 2018 | 1,02% | 0,95%  | 0,90%  | 0,93%  | 0,89%  | 0,94%  | 1,03%  | 0,92%  | 0,93%  | 0,83%  | 0,79%  | 1,01%  | 0,92%      |
| 2019 | 0,87% | 0,81%  | 0,83%  | 0,88%  | 0,87%  | 0,91%  | 0,99%  | 0,93%  | 1,00%  | 0,99%  | 0,99%  | 1,24%  | 0,94%      |
| 2020 | 1,04% | 0,93%  | 0,93%  | 1,14%  | 1,21%  | 1,17%  | 1,11%  | 1,08%  | 1,01%  | 0,88%  | 0,83%  | 1,13%  | 1,03%      |
| 2021 | 0,94% | 0,85%  | 0,84%  | 0,91%  | 0,93%  | 1,02%  | 1,01%  | 0,94%  | 0,87%  | 0,83%  | 0,88%  | 0,90%  | 0,90%      |
| 2022 | 0,38% | chiuso | chiuso | chiuso | chiuso | chiuso | chiuso | chiuso | chiuso | chiuso | chiuso | chiuso | chiuso     |

## Loghi

27 febbraio 2016 - 16 marzo 2019
16 marzo 2019 - 17 gennaio 2022